# Antoine Besançon
Antoine Besançon, nacido en Langres en 1734 y fallecido el año 1811, fue un escultor ebanista de la región de Langres en Alto Marne.
Realizó numerosas esculturas y mobiliario de iglesias en la región. Entre sus obras destaca la Virgen con el Niño de madera dorada, en la iglesia parroquial de Prauthoy.